# Tossal de Mudèfer
El Tossal de Mudèfer és una muntanya de 526 metres que es troba entre els municipis de Batea i Caseres, a la comarca de la Terra Alta.
Al cim podem trobar-hi un vèrtex geodèsic (referència 244142001).